# 新民党 (1960-1961)
新民党（しんみんとう）は、韓国における政党の一つである。なお「新民党」は、第三共和国～第四共和国時代にも存在したが、本稿では第二共和国時代である1961年に存在した新民党について取り上げる。

## 沿革
1960年3月の3・15不正選挙をきっかけに発生した学生デモ、所謂「四月革命」によって李承晩政権が崩壊した後に行われた第5代総選挙の結果、野党民主党が民議院と参議院の両院で多数派を占めた。しかし民主党内では、旧政権で要職を務めた政治家を主体とする新派と旧・民主国民党（韓国民主党を前身とする保守政党）の流れを汲む旧派との間で葛藤が続き、選挙後に行われた国務総理の承認を巡って一気に先鋭化した。尹潽善大統領（旧派）が指名した金度演（旧派）に対する同意案が否決され結局、新派の領袖である張勉が国務総理に就任したことをきっかけに旧派は新派との決別を決意、同年10月13日に分党を宣言した。
11月24日に旧派議員の院内交渉団体である「旧派同志会」は「新民党」に名称を変更した。そして1960年11月8日に準備大会、翌1961年2月20日に結党大会を開いて正式に発足、委員長（党首）に金度演、幹事長には柳珍山を選出した。しかし同年5月16日に発生した軍事クーデターによって発足した軍政の布告で解散させられた。第三共和国発足直前に野党として結成された民政党には、尹潽善を初めとする新民党で活動した政治家が多数参加した。　　